# Borrsjön-Vikarsjön
Borrsjön-Vikarsjön este o arie protejată (arie specială de conservare — SAC, sit de importanță comunitară — SCI) din Suedia întinsă pe o suprafață de 45,5 ha, integral pe uscat.

## Localizare
Centrul sitului Borrsjön-Vikarsjön este situat la coordonatele 61°49′42″N 16°03′16″E / 61.8283°N 16.0544°E.

## Înființare
Situl Borrsjön-Vikarsjön a fost declarat sit de importanță comunitară în ianuarie 2002 pentru a proteja 1 specie de plante. Situl a fost protejat și ca arie specială de conservare în martie 2011.

## Biodiversitate
Situată în ecoregiunea boreală, aria protejată conține 2 habitate naturale: Pajiști aluvionare boreale nordice, Ape stătătoare oligotrofe până la mezotrofe, cu vegetație de Littorelletea uniflorae și/sau de Isoëto-Nanojuncetea.
La baza desemnării sitului se află o specie protejată de  plante: Persicaria foliosa.